# NGC 2159
NGC 2159 (другое обозначение — ESO 57-SC60) — рассеянное скопление в созвездии Золотой Рыбы, расположенное в Большом Магеллановом Облаке. Открыто Джеймсом Данлопом в 1826 году.
Скорее всего, NGC 2159 образовалось в одной области H I приблизительно в то же время, что и скопления NGC 2156, 2164, 2172. Возраст скопления — около 120 миллионов лет, металличность — 74% от солнечной. Его масса составляет около 4500 M⊙
Этот объект входит в число перечисленных в оригинальной редакции «Нового общего каталога».